# Idaea inversata
Idaea inversata là một loài bướm đêm thuộc họ Geometridae. Nó được tìm thấy dọc theo the phía đông bờ biển của miền đông Úc.

## Hình ảnh

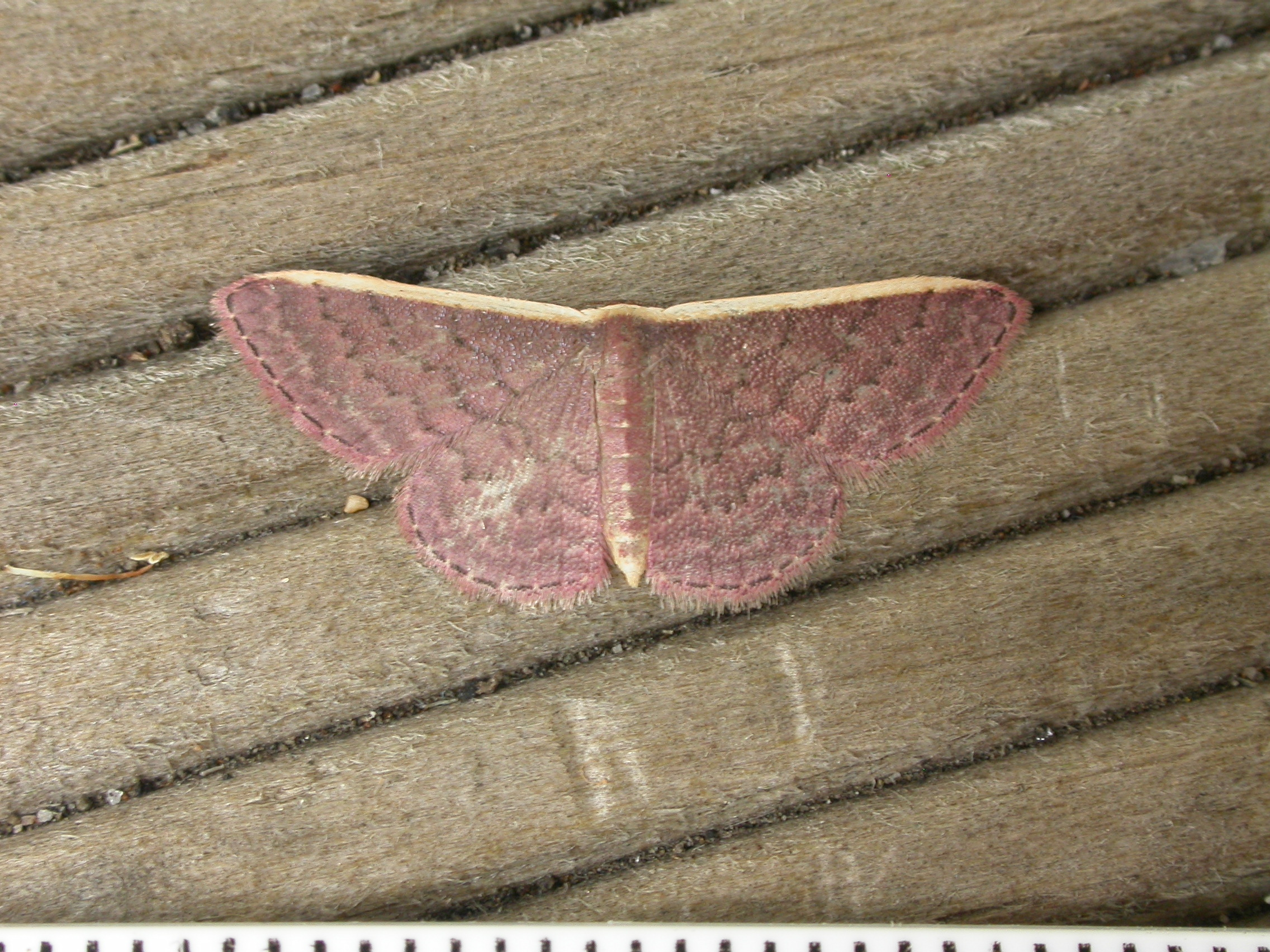